# Colpotrochia nana
Colpotrochia nana är en stekelart som beskrevs av Chiu 1962. Colpotrochia nana ingår i släktet Colpotrochia och familjen brokparasitsteklar. Inga underarter finns listade i Catalogue of Life.